# Bokermannohyla langei
Bokermannohyla langei је водоземац из реда жаба и фамилије Hylidae. 

## Угроженост
Подаци о распрострањености ове врсте су недовољни.

## Распрострањење
Ареал врсте је ограничен на једну државу. 
Бразил (држава Парана) је једино познато природно станиште врсте.

## Станиште
Станишта врсте су шуме и слатководна подручја.